# Юдита Болеславовна
Юди́та Болеславовна или Юди́та Польская (пол. Judyta Bolesławówna, венг. Judit lengyel hercegnő, нем. Judith von Polen; 1130/1135 — 8 июля 1171/1175) — польская принцесса из династии Пястов и жена Оттона I, маркграфа Бранденбурга. 
Дочь Болеслава III Кривоустого, князя Польши и его второй женой Саломеи, дочери Генриха, графа Берга. Вероятно, она была названа в честь ее бабушки по отцовской линии Юдит Чешской.

## Биография

### Ранние годы
Юдита была одним из младших детей в семье (в браке с Соломеей у короля Болеслава родилось 12 детей, Юдита была 9 ребёнком). Точная дата её рождения неизвестна. Согласно польским средневековым летописям, ее отправили в Венгрию в качестве невесты сына короля Белы II, будущего короля Гезы II. По данным Annales Cracovienses Compilati, это произошло в 1136 году, поэтому можно предположить что Юдита могла родится в период с 1130 года по 1135 год. Однако брак не состоялся и в 1146 году Юдита вернулась в Польшу. Так как к этому времени старший брат Юдиты, Мешко, женился на дочери короля Белы, что в достаточной мере укрепило польско-венгерский союз и поэтому брак Юдиты и Гезы потерял актуальность.

### Брак
6 января 1148 года Юдита вышла замуж за Оттона, старшего сына Альбрехта Медведя, первого маркграфа Бранденбургской марки. В этом браке родилось двое сыновей Оттон (который позже сменил отца в качестве маркграфа Бранденбурга) в 1149 году, и Генрих (который унаследовал графства Тангермюнде и Гарделеген) в 1150 году.
Ничего не известно о политической роли, которую Юдита играла в Бранденбурге.

### Последние годы жизни
Как и дата ее рождения, дата смерти Юдиты остается неизвестной. Только день, 8 июля, известен благодаря «Regesta Historia Brandenburgensis», в котором записана смерть в «VIII Id Jul» из «Juditha marchionissa gemma Polonorum». Год смерти можно определить только через косвенные источники. По документами 1170 года Юдита была ещё живой, но согласно летописям с 1177 года её муж Оттон I уже был женат уже второй раз. Исходя из этого, предполагается, что Юдита умерла между 1171 и 1175 годами. Она была похоронена в Бранденбургском соборе.